# Libano ai Giochi olimpici
Il Libano ha partecipato alle sue prime Olimpiadi estive nel 1948 a Londra e alle sue prime Olimpiadi invernali nello stesso anno a St. Moritz.
La prima medaglia olimpica vinta da un libanese è stata conquistata nella lotta a Helsinki 1952.
Il Comitato Olimpico Libanese, creato nel 1947, venne riconosciuto dal CIO nel 1948.

## Medaglieri

### Medaglie alle Olimpiadi estive
| Giochi                 | Oro              | Argento          | Bronzo           | Totale           | Posizione        |
| ---------------------- | ---------------- | ---------------- | ---------------- | ---------------- | ---------------- |
| Londra 1948            | 0                | 0                | 0                | 0                | -                |
| Helsinki 1952          | 0                | 1                | 1                | 2                | 32°              |
| Melbourne 1956         | non partecipante | non partecipante | non partecipante | non partecipante | non partecipante |
| Roma 1960              | 0                | 0                | 0                | 0                | -                |
| Tōkyō 1964             | 0                | 0                | 0                | 0                | -                |
| Città del Messico 1968 | 0                | 0                | 0                | 0                | -                |
| Monaco 1972            | 0                | 1                | 0                | 1                | 33°              |
| Montreal 1976          | 0                | 0                | 0                | 0                | -                |
| Mosca 1980             | 0                | 0                | 1                | 1                | 35°              |
| Los Angeles 1984       | 0                | 0                | 0                | 0                | -                |
| Seul 1988              | 0                | 0                | 0                | 0                | -                |
| Barcellona 1992        | 0                | 0                | 0                | 0                | -                |
| Atlanta 1996           | 0                | 0                | 0                | 0                | -                |
| Sydney 2000            | 0                | 0                | 0                | 0                | -                |
| Atene 2004             | 0                | 0                | 0                | 0                | -                |
| Pechino 2008           | 0                | 0                | 0                | 0                | -                |
| Londra 2012            | 0                | 0                | 0                | 0                | -                |
| Rio de Janeiro 2016    | 0                | 0                | 0                | 0                | -                |
| Tokyo 2020             | 0                | 0                | 0                | 0                | -                |
| Parigi 2024            | 0                | 0                | 0                | 0                | -                |
| Totale                 | 0                | 2                | 2                | 4                |                  |

### Medaglie alle Olimpiadi invernali
| Giochi                 | Oro              | Argento          | Bronzo           | Totale           |
| ---------------------- | ---------------- | ---------------- | ---------------- | ---------------- |
| 1948 St. Moritz        | 0                | 0                | 0                | 0                |
| 1952 Oslo              | 0                | 0                | 0                | 0                |
| 1956 Cortina d'Ampezzo | 0                | 0                | 0                | 0                |
| 1960 Squaw Valley      | 0                | 0                | 0                | 0                |
| 1964 Innsbruck         | 0                | 0                | 0                | 0                |
| 1968 Grenoble          | 0                | 0                | 0                | 0                |
| 1972 Sapporo           | 0                | 0                | 0                | 0                |
| 1976 Innsbruck         | 0                | 0                | 0                | 0                |
| 1980 Lake Placid       | 0                | 0                | 0                | 0                |
| 1984 Sarajevo          | 0                | 0                | 0                | 0                |
| 1988 Calgary           | 0                | 0                | 0                | 0                |
| 1992 Albertville       | 0                | 0                | 0                | 0                |
| 1994 Lillehammer       | non partecipante | non partecipante | non partecipante | non partecipante |
| 1998 Nagano            | non partecipante | non partecipante | non partecipante | non partecipante |
| 2002 Salt Lake City    | 0                | 0                | 0                | 0                |
| 2006 Torino            | 0                | 0                | 0                | 0                |
| 2010 Vancouver         | 0                | 0                | 0                | 0                |
| 2014 Sochi             | 0                | 0                | 0                | 0                |
| 2018 PyeongChang       | 0                | 0                | 0                | 0                |
| 2022 Pechino           | 0                | 0                | 0                | 0                |
| Totale                 | 0                | 0                | 0                | 0                |

## Medagliati
| Medaglia | Atleta            | Edizione      | Sport             | Evento                      |
| -------- | ----------------- | ------------- | ----------------- | --------------------------- |
| Bronzo   | Khalil Taha       | Helsinki 1952 | Lotta             | Lotta Greco Romana maschile |
| Argento  | Zakaria Chihab    | Helsinki 1952 | Lotta             | Lotta Greco Romana maschile |
| Argento  | Mohamed Tarabulsi | Monaco 1972   | Sollevamento Pesi | Pesi medi maschili          |
| Bronzo   | Hassan Bechara    | Mosca 1980    | Lotta             | Lotta Greco Romana maschile |